# Piratenpartei (Belgien)
Die Piratenpartei Belgien (PPBE, niederl. Piratenpartij, frz. Parti Pirate, engl. Pirate Party Belgium) ist eine politische Partei in Belgien. Sie ist Teil der internationalen Bewegung der Piratenparteien. Die Partei wurde am 28. Juni 2009 gegründet und hat ihren Sitz in Brüssel. Um dem belgischen Sprachenstreit aus dem Weg zu gehen, kommuniziert die Partei intern auf Englisch und benutzt offiziell die englische Eigenbezeichnung „Pirate Party“.

## Organisation
Untergliederungen bestehen in Brüssel, Wallonien, Flandern sowie in Ostbelgien. Die deutschsprachige "Lokalgruppe Ostbelgien" benutzt dabei auch den Eigennamen "Piratenpartei Ostbelgien".
Die Partei wird von einem Coreteam geführt. Dieses besteht aus drei Ko-Vorsitzenden, jeweils einem aus Flandern, Wallonien sowie Brüssel, und dem Schatzmeister. Lokal organisiert sich die Partei in Crews aus jeweils drei bis elf Mitgliedern, die jeweils von einem Captain, einem Navigator und eventuell einem Schatzmeister geführt werden. Daneben bestehen Squads, die thematisch oder projektbezogen arbeiten.
Die Partei war Gründungsmitglied von Pirate Parties International, setzte jedoch im März 2015 ihre Mitgliedschaft in der Organisation aus.

## Wahlen
Bei den Parlamentswahlen in Belgien 2010 am 13. Juni 2010 nahm die Partei erstmals an einer Wahl teil. Dabei trat sie nur im Wahlkreis Brüssel-Halle-Vilvoorde an und erhielt dort 0,26 % der Stimmen. Kandidat der Partei war Jurgen Rateau.
Bei den Kommunal- und Provinzwahlen 2012 trat die Partei in 14 Städten und 26 Provinzen an. Die besten Ergebnisse erreichte sie in der Universitätsstadt Ottignies-Louvain-la-Neuve mit 5,4 % und in den Provinzen Namur mit 3,09 % und Tournai mit 3,42 %.

### Wahlergebnisse
| Jahr | Wahl                                                   | Stimmenanteil | Sitze |
| ---- | ------------------------------------------------------ | ------------- | ----- |
| 2010 | Parlamentswahl 2010                                    | 0,03 %        | 0/150 |
| 2014 | Wahl des Parlaments der Region Brüssel-Hauptstadt 2014 | 0,65 %        | 0/89  |
| 2014 | Flämische Parlamentswahl 2014                          | 0,62 %        | 0/124 |
| 2014 | Wallonische Parlamentswahl 2014                        | 0,18 %        | 0/124 |
| 2014 | Parlamentswahl 2014                                    | 0,34 %        | 0/150 |
| 2019 | Flämische Parlamentswahl 2019                          | 0,22 %        | 0/124 |
| 2019 | Parlamentswahl 2019                                    | 0,11 %        | 0/150 |